# Neuweltotter
Die Neuweltotter oder Amerikanischen Fischotter (Lontra) sind eine Raubtiergattung aus der Unterfamilie der Otter (Lutrinae) innerhalb der Familie der Marder (Mustelidae). Die fünf Arten dieser Gattung leben auf dem amerikanischen Kontinent.

## Merkmale
Neuweltotter ähneln dem Eurasischen Fischotter und werden ähnlich groß wie dieser. Sie unterscheiden sich allerdings in einigen Merkmalen, etwa im Bau des Schädels und der Zähne. Ihr dichtes, wasserabweisendes Fell ist an der Oberseite braun gefärbt, die Unterseite ist hellbraun oder gräulich. Die Schnauze und die Kehle können weiß oder hellgrau gefärbt sein. Wie alle Otter haben sie einen langgestreckten, walzenförmigen Körper. Die Beine sind kurz, die Zehen sind mit starken Krallen versehen und durch Schwimmhäute verbunden. Der Schwanz ist lang und muskulös. Der Kopf ist abgerundet und mit einer stumpfen Schnauze versehen, die Ohren sind klein und können ebenso wie die Nasenlöcher bei Tauchgängen verschlossen werden. Neuweltotter erreichen eine Kopfrumpflänge von 46 bis 82 Zentimeter und eine Schwanzlänge von 30 bis 57 Zentimeter. Ihr Gewicht variiert zwischen 3 und 15 Kilogramm, wobei die Männchen deutlich schwerer werden als die Weibchen.

## Verbreitung und Lebensraum

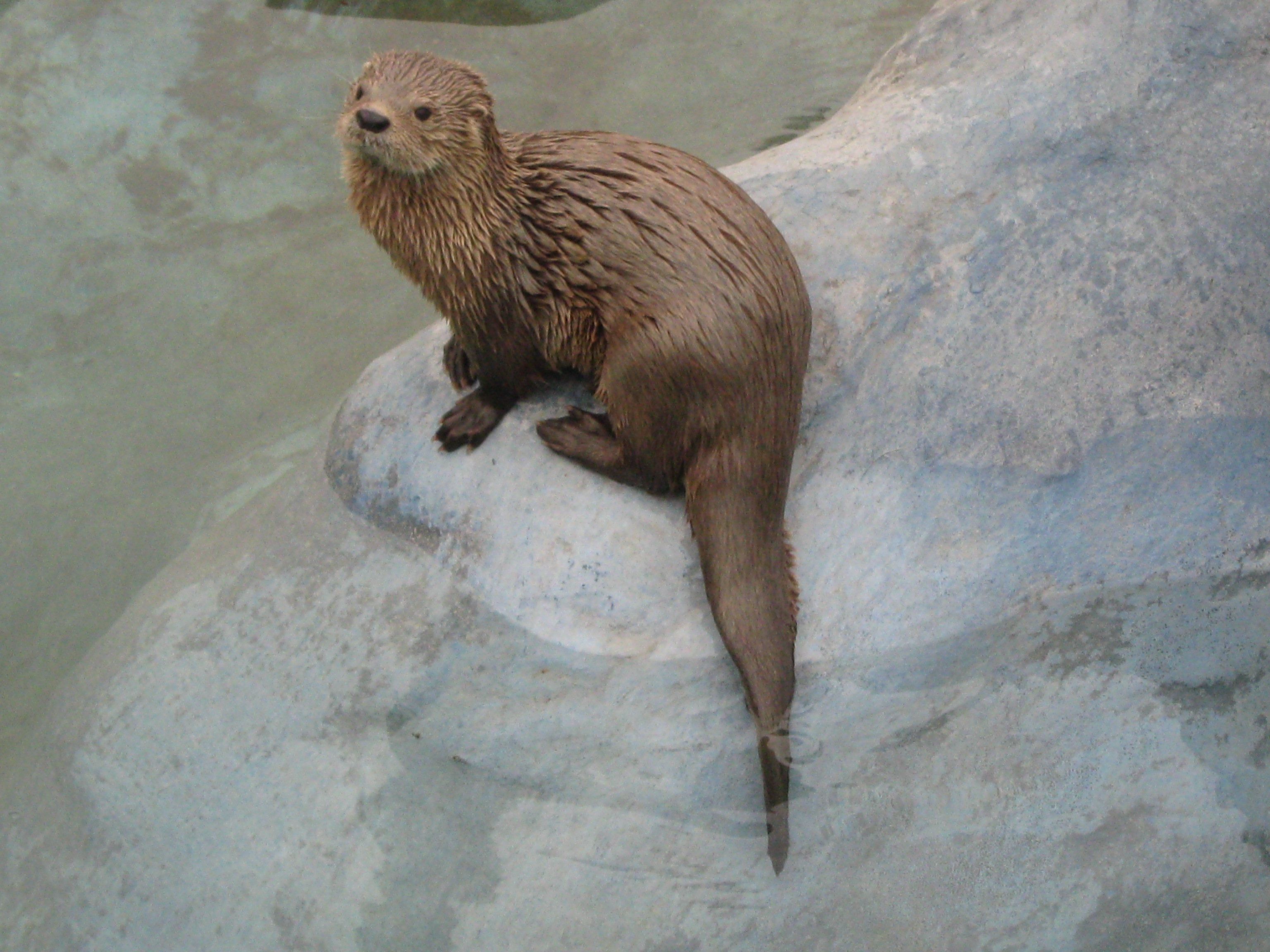
Küstenotter

Neuweltotter sind nahezu auf dem ganzen amerikanischen Kontinent beheimatet, ihr Verbreitungsgebiet erstreckt sich von Alaska bis Feuerland. Sie bewohnen eine Reihe von Habitaten, sind jedoch stets in der Nähe von Wasser zu finden. Sie leben sowohl entlang Süßwasser wie Flüssen und Seen, in Sumpfgebieten, im Bereich von Flussmündungen und auch entlang der Meeresküsten. Eine Art, der Küstenotter, bewohnt sogar ausschließlich Küstenregionen, während die anderen Arten weniger wählerisch in Bezug auf ihren Lebensraum sind.

## Lebensweise

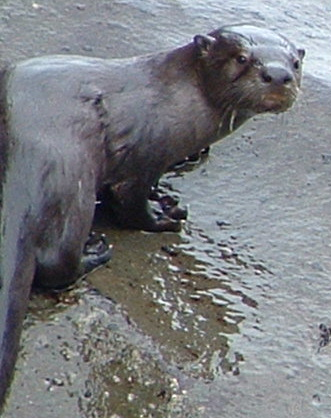
Nordamerikanischer Fischotter im Olympic-Nationalpark

Neuweltotter sind vorwiegend dämmerungs- oder nachtaktiv, manchmal begeben sie sich aber auch am Tag auf Nahrungssuche. Als Ruheplätze dienen ihnen selbst gegrabene oder von anderen Tieren übernommene Baue, an den Küsten verwenden sie auch Felsspalten und kleine Höhlen. Sie sind ausgezeichnete Schwimmer und Taucher, die bis zu 8 Minuten unter Wasser bleiben können; sie bewegen sich aber auch am Land geschickt und schnell vorwärts.
Neuweltotter leben vorwiegend einzelgängerisch, die einzige dauerhafte Beziehung ist die der Weibchen zu ihren Jungtieren. Es sind territoriale Tiere, die Reviere umfassen rund 10 bis 80 Kilometer entlang eines Gewässerabschnittes. Die Grenzen der Territorien werden mit Urin, Kot oder dem Sekret ihrer Analdrüsen markiert. Zwar können sich Reviere großflächig überlappen, dennoch gehen sich die Tiere gegenseitig aus dem Weg und reagieren eher aggressiv auf Artgenossen.

## Nahrung
Neuweltotter ernähren sich vorwiegend von wasserbewohnenden Tieren wie Fischen, Lurchen, Schildkröten und anderen Reptilien und Krebstieren. Manchmal verzehren sie auch Vögel und deren Eier, kleine Säugetiere oder Insekten. Sie haben eine hohe Stoffwechselrate und müssen ausgesprochen viel Nahrung zu sich nehmen.

## Fortpflanzung
Nach einer rund 60- bis 63-tägigen Tragzeit bringt das Weibchen im Durchschnitt zwei bis drei Jungtiere zur Welt. Im Norden ihres Verbreitungsgebietes kommt es aber zu einer verzögerten Einnistung, sodass zwischen Begattung und Geburt etliche Monate liegen können. Die Neugeborenen werden in einem Bau oder einem natürlichen Unterschlupf großgezogen, den sie mit zwei Monaten erstmals verlassen. Nach fünf bis sechs Monaten werden sie entwöhnt, sie verlassen die Mutter kurz bevor diese das nächste Mal Nachwuchs gebärt. Die Geschlechtsreife tritt mit rund zwei Jahren ein. Die Lebenserwartung beträgt in freier Wildbahn bis zu 14 Jahre, in menschlicher Obhut bis zu 25 Jahre.

## Neuweltotter und Menschen
Schon die Indianer jagten die Otter ihres Felles wegen, die Tiere spielten aber auch in der Mythologie mancher Völker eine Rolle, was sich zum Beispiel im Otter-Bund niederschlug. Heute sind diese Tiere durch Waldrodungen, Flussbegradigungen und Wasserverschmutzung zunehmend in ihrem Bestand gefährdet. Eine weitere Gefahr stellt die Pelzjagd dar, die Otter werden immer noch zu tausenden ihres Felles wegen gejagt. In einigen Teilen ihres Verbreitungsgebietes sind sie selten geworden, zwei Arten gelten laut IUCN als bedroht (endangered).

## Die Arten
- Der Zentralamerikanische Fischotter (Lontra annectens) kommt in Mittelamerika und in den westlich der Anden gelegenen Gebieten Kolumbiens, Venezuelas und Ecuadors vor. Er galt bis März 2024 als Unterart des Südamerikanischen Fischotters.[1]
- Der Nordamerikanische Fischotter (Lontra canadensis) war ursprünglich nahezu in ganz Alaska, Kanada und den USA verbreitet; durch Bejagung und Lebensraumzerstörung sind sie in den östlichen, mittleren und südlichen Teilen der USA allerdings verschwunden oder selten geworden. Sie leben sowohl entlang von Küstenregionen als auch in Gebieten im Landesinneren, sogar in Gewässern im Hochgebirge.
- Der Südamerikanische Fischotter (Lontra longicaudis) ist von Kolumbien bis Uruguay und dem mittleren Argentinien verbreitet. Er lebt entlang von Flüssen und Seen, aber auch in Reisfeldern und anderen landwirtschaftlich genutzten Gebieten und ist aufgrund von Lebensraumzerstörung und Wasserverschmutzung selten geworden.
- Der Südliche Flussotter (Lontra provocax) lebt im mittleren und südlichen Chile und in Argentinien. Durch die Bejagung und Lebensraumzerstörung ist die Art größtenteils auf den südlichen Teil rund um die Insel Feuerland beschränkt, die IUCN listet sie als bedroht.
- Der Küstenotter (Lontra felina) bewohnte einst die gesamte pazifische Küstenregionen vom südlichen Peru bis Chile sowie den äußersten Süden Argentiniens bis zum Atlantik. Die größte Population befindet sich heute auf der chilenischen Insel Chiloé. Eingeführt wurde die Art auf den Falklandinseln.

Die Verwandtschaftsbeziehungen innerhalb der Gattung zeigt das folgende Kladogramm:
|  | \| \| Südlicher Flussotter (L. provocax) \| \| \| \| \| \| Küstenotter (L. felina) \| \| \| \| |
|  |                                                                                                |
|  | Südamerikanischer Fischotter (L. longicaudis)                                                  |
|  |                                                                                                |
|  | Südlicher Flussotter (L. provocax)                                                             |
|  |                                                                                                |
|  | Küstenotter (L. felina)                                                                        |
|  |                                                                                                |

|  | Südlicher Flussotter (L. provocax) |
|  |                                    |
|  | Küstenotter (L. felina)            |
|  |                                    |

|  | \| \| Südlicher Flussotter (L. provocax) \| \| \| \| \| \| Küstenotter (L. felina) \| \| \| \| |
|  |                                                                                                |
|  | Südamerikanischer Fischotter (L. longicaudis)                                                  |
|  |                                                                                                |
|  | Südlicher Flussotter (L. provocax)                                                             |
|  |                                                                                                |
|  | Küstenotter (L. felina)                                                                        |
|  |                                                                                                |

|  | Südlicher Flussotter (L. provocax) |
|  |                                    |
|  | Küstenotter (L. felina)            |
|  |                                    |

|  | \| \| Südlicher Flussotter (L. provocax) \| \| \| \| \| \| Küstenotter (L. felina) \| \| \| \| |
|  |                                                                                                |
|  | Südamerikanischer Fischotter (L. longicaudis)                                                  |
|  |                                                                                                |
|  | Südlicher Flussotter (L. provocax)                                                             |
|  |                                                                                                |
|  | Küstenotter (L. felina)                                                                        |
|  |                                                                                                |

|  | Südlicher Flussotter (L. provocax) |
|  |                                    |
|  | Küstenotter (L. felina)            |
|  |                                    |

|  | \| \| Südlicher Flussotter (L. provocax) \| \| \| \| \| \| Küstenotter (L. felina) \| \| \| \| |
|  |                                                                                                |
|  | Südamerikanischer Fischotter (L. longicaudis)                                                  |
|  |                                                                                                |
|  | Südlicher Flussotter (L. provocax)                                                             |
|  |                                                                                                |
|  | Küstenotter (L. felina)                                                                        |
|  |                                                                                                |

|  | Südlicher Flussotter (L. provocax) |
|  |                                    |
|  | Küstenotter (L. felina)            |
|  |                                    |

|  | \| \| Südlicher Flussotter (L. provocax) \| \| \| \| \| \| Küstenotter (L. felina) \| \| \| \| |
|  |                                                                                                |
|  | Südamerikanischer Fischotter (L. longicaudis)                                                  |
|  |                                                                                                |
|  | Südlicher Flussotter (L. provocax)                                                             |
|  |                                                                                                |
|  | Küstenotter (L. felina)                                                                        |
|  |                                                                                                |

|  | Südlicher Flussotter (L. provocax) |
|  |                                    |
|  | Küstenotter (L. felina)            |
|  |                                    |

|  | \| \| Südlicher Flussotter (L. provocax) \| \| \| \| \| \| Küstenotter (L. felina) \| \| \| \| |
|  |                                                                                                |
|  | Südamerikanischer Fischotter (L. longicaudis)                                                  |
|  |                                                                                                |
|  | Südlicher Flussotter (L. provocax)                                                             |
|  |                                                                                                |
|  | Küstenotter (L. felina)                                                                        |
|  |                                                                                                |

|  | Südlicher Flussotter (L. provocax) |
|  |                                    |
|  | Küstenotter (L. felina)            |
|  |                                    |

|  | \| \| Südlicher Flussotter (L. provocax) \| \| \| \| \| \| Küstenotter (L. felina) \| \| \| \| |
|  |                                                                                                |
|  | Südamerikanischer Fischotter (L. longicaudis)                                                  |
|  |                                                                                                |
|  | Südlicher Flussotter (L. provocax)                                                             |
|  |                                                                                                |
|  | Küstenotter (L. felina)                                                                        |
|  |                                                                                                |

|  | Südlicher Flussotter (L. provocax) |
|  |                                    |
|  | Küstenotter (L. felina)            |
|  |                                    |

|  | \| \| Südlicher Flussotter (L. provocax) \| \| \| \| \| \| Küstenotter (L. felina) \| \| \| \| |
|  |                                                                                                |
|  | Südamerikanischer Fischotter (L. longicaudis)                                                  |
|  |                                                                                                |
|  | Südlicher Flussotter (L. provocax)                                                             |
|  |                                                                                                |
|  | Küstenotter (L. felina)                                                                        |
|  |                                                                                                |

|  | Südlicher Flussotter (L. provocax) |
|  |                                    |
|  | Küstenotter (L. felina)            |
|  |                                    |